# Jesolo
Jesolo (také Iesolo) je italské město v oblasti Benátsko v provincii Venezia. Leží na břehu zálivu Laguna del Mort, nedaleko ústí řek Piava a Sile. Město je důležitým centrem turistiky: nachází se zde 15 km dlouhá pláž Lido di Jesolo s množstvím hotelů, obchodních domů a zábavních podniků, zvaná Italské Miami.
Město bylo známo v římských dobách pod názvem Equilium (město koní). Později patřilo k nejvýznamnějším sídlům Benátské republiky. Tehdy leželo na ostrově, koncem patnáctého století inženýr Alvise Zucharin oblast odvodnil a umožnil růst města, na jeho počest neslo až do roku 1930 název Cavazuccherina.
Od roku 1998 se ve městě koná velký mezinárodní festival písečných soch. Nachází se zde významné muzeum přírodní historie. Dominantou Jesola je mrakodrap Torre Aquileia, vysoký 73 m a otevřený roku 2009.

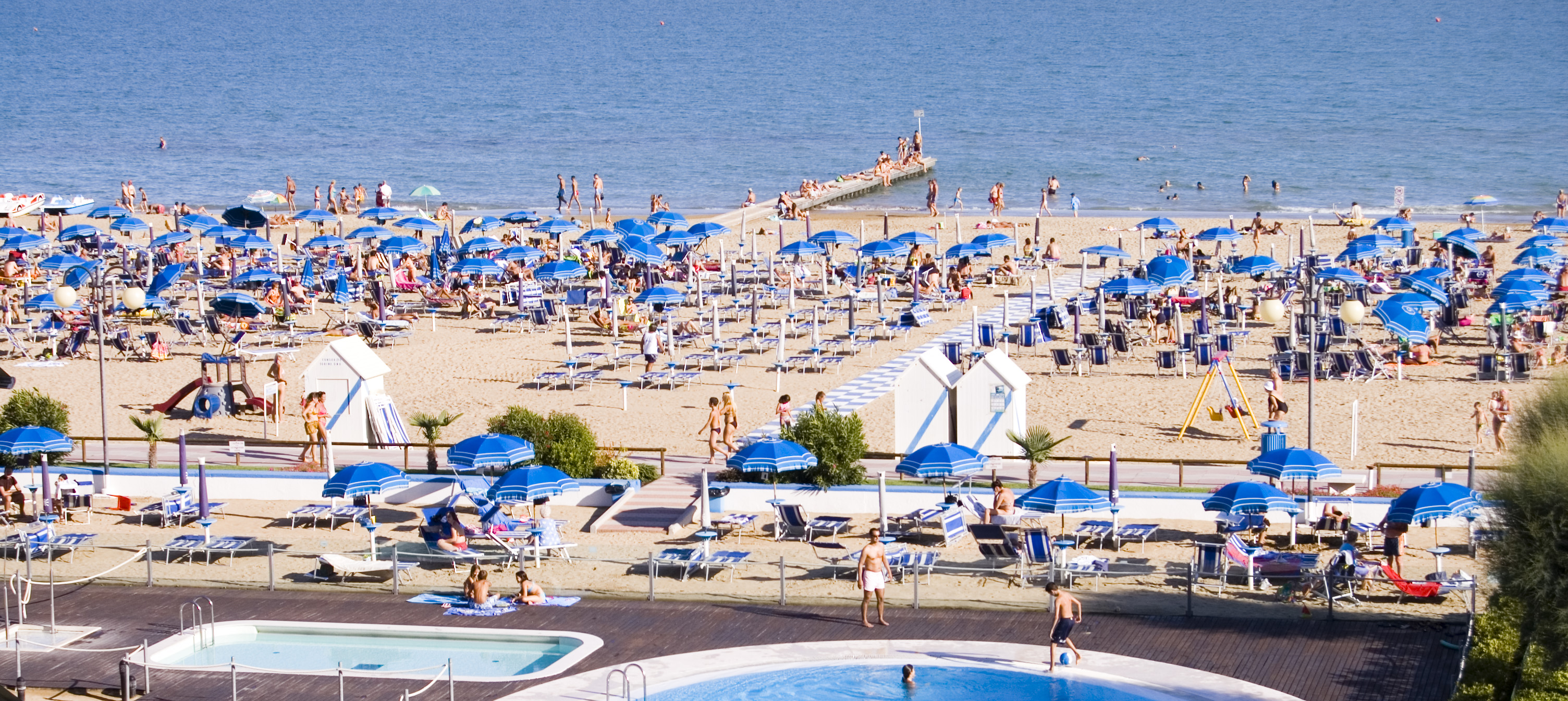
Pláž

## Partnerská města
- Epinal, Francie
- Velden am Wörther See, Rakousko